# 옥한흠
옥한흠(玉漢欽, 1938년 12월 5일 ~ 2010년 9월 2일)은 대한민국의 대한예수교장로회(합동) 소속 개신교 목사로, 사랑의교회 설립자이다. 본관은 의령이며, 호는 은보(恩步)이다. 한국교회에 최초로 제자훈련을 도입한 목회자이다.
성균관대학교 문리대학 영문학과를 졸업하였고, 총신대학교 신학대학원을 졸업하였다. 이후 미국 미시간주 칼빈 신학교의 신학석사(Th.M), 2002년 웨스트민스터 신학교 목회학 박사(D.Min) 및 명예신학박사 학위를 받았다. 서울 성도교회에서 대학생들에게 성경공부를 지도하면서 제자훈련의 기초를 쌓았다. 귀국후 그는 1978년 사랑의교회를 개척하고 2003년까지 담임목사로 활동했으며, 교회에 '평신도를 깨운다' 제자훈련을 도입해 국내외의 교회에 제자훈련 운동을 확산시켰다. 1998년부터 개신교 목회자들의 연합 단체인 한국기독교목회자협의회를 창립해 2007년까지 대표회장으로 활동했다. 생전에 그가 집필한 교회 중심의 제자훈련 교과서인 《평신도를 깨운다》는 100쇄를 넘긴 스테디셀러로 영어, 중국어, 일본어 등 11개 언어로 번역 출간되었다.
청빈한 삶 속에서 평신도 중심의 제자훈련을 한국 교회에 도입했다는 평가를 받는다.

## 생애와 사역

### 유년 시절
옥한흠은 1938년 12월 5일 경상남도 거제도에서 아버지 옥약실과 어머니 이희순 사이에서 3남 1녀 중 장남으로 태어났다. 증조부인 옥주래부터 시작하여 4대째 기독교를 믿는 가정이었다. 옥한흠은 태평양 전쟁이 한창이던 소학교 1학년 시절에 잠시 일본에 갔다가, 대한민국으로 돌아와 어린 시절 어머니를 따라 사경회란 사경회는 다 쫓아다녔고, 다른 집사들의 모습을 흉내내며 기도를 하였다. 일운국민학교 3학년 때 처음으로 하나님의 은혜를 경험한다. 이후 거제 지세포 대광중학교 3학년인 1954년 1월 5일부터 13일까지 부산 남교회 학생신앙운동 제8회 수련회에서 본격적으로 기독교 신앙인으로서 거듭난다.
중학교를 졸업하고 난 후 경남고등학교에 지원하나 낙방한다. 이후 고려신학교에 재학중인 작은아버지 옥치상을 따라 고신재단에서 운영하는 평화고등학교에 진학한다. 그러나 집으로부터 재정 지원이 중단되자 지세포로 돌아오고, 1956년에 평화고등학교 이력을 인정받아 장승포 거제고등학교 2학년으로 편입한다.
옥한흠은 해군사관학교에 지원하지만, 신체검사에서 고혈압으로 판정되어 시험도 보기 전에 자격을 박탈당한다. 재수를 준비하며, 교인들의 부탁으로 증조부 옥진현이 설립한 삼거리교회에서 주일학교를 지도한다. 그러나 재수도 실패하자 옥한흠은 교회의 마룻바닥에서 "요나와 같은 심정"으로 기도한다. 그리고 결국 자신이 목회자의 길을 걷도록 하나님이 허락하셨다는 생각을 가지게 되고, 고신의 부산 칼빈신학교 종교학과에 전액 장학생으로 입학하여 목회자의 길을 걷기 시작한다.

### 대학 시절
그러나 옥한흠은 고신에 회의감을 느껴 칼빈신학교 2학년 재학중 중퇴한다. 옥한흠의 장남 옥성호는 옥한흠이 고신을 떠난 이유에 대해 다음과 같이 회고한다.
아빠[옥한흠]는 이십 대 초반까지 건전한 청교도의 신학보다 변질된 청교도의 원리주의에 집착하고 있는 고신측 지도자들의 영향을 받으며 자랐기 때문에 말씀만 강조하고 현실에 대해 눈을 감아버리는 그들이 빠진 자기모순이 얼마나 바리새적이라는 것을 가슴 아프게 경험했다. (이것이) 내가 고신을 떠난 이유였다. 그리고 나의 진단이 옳았다는 것을 오늘의 고신 교단이 증명하고 있다. 남보다 더 큰 목소리로 성경으로 돌아가고자 외치던 자들이라 그들이 피우는 작은 냄새가 더 고약한 것 같다. 자유주의 신학에 물든 교계 지도자들에 비해 너무 차이가 나는 것을 본다.

5·16 군사 정변으로 인해 대학 입시를 두 달 남긴 옥한흠은 1961년 12월에 논산훈련소에 입대해 훈련소에서부터 공부를 시작한다. 이후 후반기교육 병참학교에서 수석을 하여 6관구사령부 보급병으로 자대배치를 받는다. 이 때 운좋게도 목사의 아들을 직속상관으로 배치되어 낮에는 근무하고, 밤에는 입시준비를 한다. 그렇게 3개월간 예비고사를 준비하다가 1962년 당시 성균관대학교 영문학과 야간 대학에 입학한다. 그러나 군 시절 발병한 폐결핵이 재발하고, 2년간의 투병 끝에 완치된 그는 군시절 진영읍에서 만나 교제중이던 김영순과 1965년 4월 8일, 28세의 나이에 결혼했다.
1968년 성균관대학교를 졸업하고, 그 해 총신대학교 신학대학원에 수석으로 입학한다. 이 때 경제적 여유가 없었던 터라 아내와 5년간 별거생활을 한다. 총신 신대원 재학시절에는 총신대학교 뒷산에 작은 토굴을 만들어 양초를 켜놓고 히브리어와 헬라어를 공부하는 등 열정을 보였다. 그러나 간첩이라는 오해를 사기도 해 결국 토굴에서 공부하는 것은 불가능하게 되었다.

### 목회를 시작하다

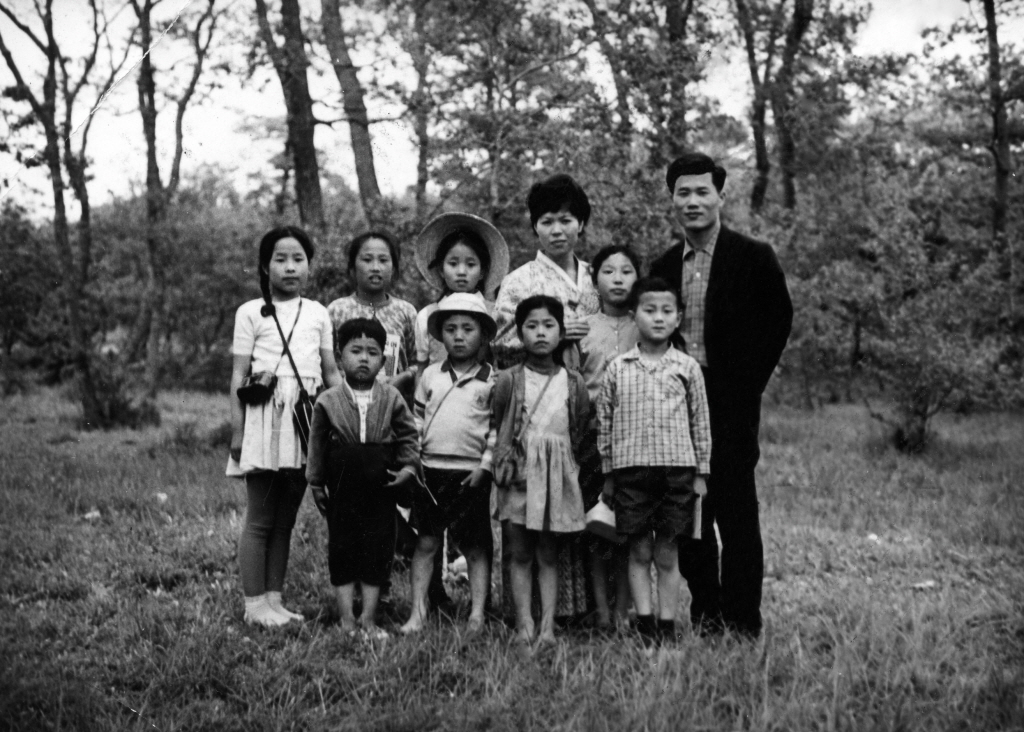
교육전도사시절의 옥한흠과 김영순 사모

1968년 6월, 서울 은평교회에 전도사로 부임하여 90여명이었던 주일학교를 450명까지 성장시키지만 장로와의 갈등으로 교회를 나가게 된다. 옥한흠은 이 사건을 통해 아무리 좋은 부흥이 있어도, 준비된 제직들이 없다면 교회가 발전될 수 없다는 깨달음을 얻는다. 1970년 4월에는 총신대에서 소선지서를 강의하던 성도교회 김희보 목사의 요청으로 주일학교 사역자로 부임한다. 그로부터 6개월 후에는 대학부를 담당한다.
성도교회에서 옥한흠 목사는 전통목회를 추구하던 노선을 변경하게 된다. 1970년대 초 당시에는 영락교회나 새문안교회 등 대형교회들까지도 대학부가 상당히 쇠퇴한 상황이었다. 성도교회 역시 옥한흠의 부임 당시 고려대학교 3학년이던 대학부 회장 한 명만 출석하고 있었는데, 이듬해 졸업학년이 되고 서울대학교 공과대학 1학년 방선기만 출석하게 되었다. 이러한 상황을 보고 대학생들이 교회를 떠나 선교단체로 들어가는 이유에 대해 의문을 품고 있던 차, 방선기가 먼저 네비게이토 선교회에 들어가 훈련 및 교육과정을 알아봐주겠다는 제안을 하고 옥한흠은 이를 부탁한다. 이후 옥한흠은 방선기의 네비게이토 선교회에서의 경험을 듣고 선교단체에는 있고 교회에는 없는 세 가지로 복음, 훈련, 비전을 주목하게 된다.:26분 50초 네비게이토 선교회에서 제자훈련을 받은 방선기에게 도움을 받아 다른 대학생 12명과 함께 성도 교회에서 제자훈련을 시작한다. 그리고 2년동안 12명이었던 대학부를 350명까지 확장시킨다.
옥한흠은 3M(Campus Ministry, Business Ministry, World Ministry)의 비전을 갖고, 세상 속에서 영향력을 펼치는 그리스도인이 될 것을 주문했다. 대학부 학생들이 방선기(합동신학대학원대학교), 박성수, 한정국, 박성남, 한인권, 이인호, 황태연, 정세열, 한병혁, 김강태(포항공과대학교), 정문렬(서강대), 김신, 손인문, 김복만, 안명준(평택대), 고문규(건양대), 장경(단국대), 홍원표(한밭대), 권영식(동국대), 안덕수, 백상조, 권상철등 수백명 이상으로 증가하였다. 그곳에서 박사와 교수 등 전문직에 종사하는 자들이 많이 배출되었다.
옥한흠은 1972년 2월 35세의 나이로 대한예수교장로회(합동) 수도노회에서 목사 안수를 받으며 총신대 신학대학원을 졸업한다.

### 유학

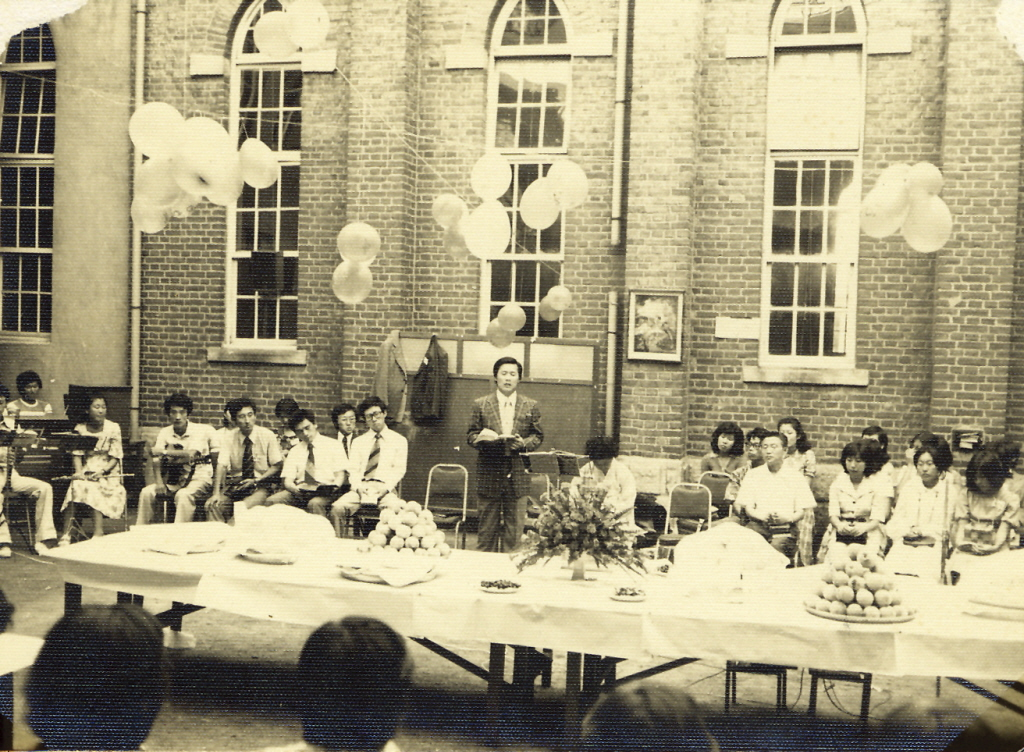
1975년 유학을 떠나는 옥한흠의 환송예배. 가운데에 서 있는 사람이 옥한흠, 우측에 박성남, 방선기, 박성수, 한인권.

제자훈련에 대한 신학적 논리와 성격적 체계에 대한 확신이 필요했던 옥 목사는 1975년 신학 부문에서 전액 장학생으로 선발되어 미국 미시간주의 칼빈 신학교로 유학을 가게 된다. 가난했던 그는 가족과 함께 유학을 떠날 수 없어 아내와 자식들을 진영의 처가로 보내며 또다시 이별을 하게 된다. 이 때 미시간주에 소재한 그랜드래피즈 한인교회에서 잠시 목회를 했다.
1977년 5월 칼빈 신학교에서 실천신학으로 신학석사학위를 받은 그는 웨스트민스터 신학교로 자리를 옮겨 목회학 박사과정을 밟는다. 그리고 그곳 구내 서점에서 발견한 한스 큉의 《교회론The Church》로부터 제자훈련의 의의를 알게 되고 왜 평신도를 대상으로 제자훈련을 해야 하는지에 대한 신학적 답을 얻는데, "신학생으로서 거듭나는 순간"이었다고 회고한다. 이후 귀국을 결심했다. 귀국 전에는 미국을 여행하며 콜로라도스프링스에 있는 네비게이토 선교회 본부를 방문한다.
옥한흠은 콜로라도 스프링스에서 교회 개척에 대한 고민을 하고 있었는데, 이 때 전에 2년간 목회활동을 한 은평교회의 담임목사인 배기주에게서 강남에 은평교회의 지부를 개척해주겠냐는 부탁을 받는다. 이후 1978년 6월 귀국하고나서 얼마 지나지 않은 7월 23일 일요일 오후 3시에 서초구 서초동 유스호스텔 앞 3층 짜리 건물 2층에서 강남은평교회 창립예배를 드렸다. 강남은평교회는 1981년 9월에 사랑의교회로 이름을 바꾸었다. “하나님은 사랑이심이라”(요일 4:8)라는 말씀 안에 내포된 십자가의 의미를 좋아했던 그는 ‘사랑’이란 단어에 ‘의’라는 소유격을 붙여 그만의 목회철학을 드러냈다.

### 합신에서 강의
1979년 대한예수교장로회(합동)의 총신대학교에서 신학 교권문제로 대한예수교장로회(개혁)으로 분열되었는데, 옥 목사는 이 때 개혁교단에 동참했다. 그는 남서울교회에서 설립예배를 드린 합동신학교 (이후 합동신학대학원)에서 실천신학을 가르쳤다. 처음 강의에는 개혁주의 신학을 고수하는 학생들로부터 신학적 이견으로 상처를 받았지만, 차차 그의 신학의 강조인 제자화 신학이 설득력을 얻어간다. 이후 옥한흠은 분열된 합동교단들의 연합을 시도하였고, 1985년에 합신 교단으로 이동하게 된다.

### 사랑의교회
사랑의교회에서 시작한 첫 제자반은 사모를 제외한 모두 중도 포기하여 실패한다. 그러나 다음 여자 제자반에서는 영적으로 큰 변화를 볼 수 있었다고 회고한다. 여자 제자반의 성공에 힘입어, 1979년에는 남자 제자반을 시작한다.
옥 목사는 구역장을 순장, 구역예배를 다락방이라는 명칭으로 바꾸었다. 소그룹 리더인 순장은 제자훈련과 사역훈련 2년을 마친 후에 세워졌다. 성도들이 예수를 만날 수 있도록 설교에도 열중하였고, 주기도문송, 세례자 간증 등을 활용하여 성도들이 예배 시간에 복음을 체험하도록했다. 1982년 10월 사랑의교회는 제1회 사랑의 생활화 세미나를 열었다. 이 세미나는 이후 ‘대각성전도집회’로 이름이 바뀌어 기존 신자에게는 대각성을, 새신자들에게는 복음을 전하고자 했다.
제자훈련을 통해 배출된 순장들의 전도에 힘입어 교인이 500여 명으로 증가하자 교회건축을 결의하고, 1985년 1월에는 성전 입당예배를 한다. 소음을 없애기 위해 예배실을 지하에 배치하였고 건축비 절약을 위한 불량 적벽돌로 건축하였으며 서울시 건축상 은상을 수상하였다. 십자가 대신 “하나님은 사랑이시라”는 글자를 강대상 앞에 붙였다.
1984년 6월에는 5년간 시행한 제자훈련을 돌아보며 《평신도를 깨운다》를 출간한다. 3개월간 자료들을 모으고, 1984년 겨울 용인 벧엘수양관에서 일요일을 제외한 날들에 원고를 집필했으며, 7주간 탈고했다. 이 책은 현재까지 영어, 일본어, 중국어, 프랑스어, 스페인어, 포르투갈어, 벵골어, 에스토니아어 등 8개 국어로 번역됐다.
《평신도를 깨운다》의 책 발간은 CAL세미나 개최로 이어졌다. 책을 읽은 목회자들로부터 제자훈련 세미나 요청을 받아 1986년 3월 세미나실(현재 국제제자훈련원)을 설립하고, 1986년 3월 제1기 ‘평신도를깨운다 제자훈련지도사세미나’ (CAL세미나)를 사랑의교회에서 개최했다.
한 주에 제자반, 사역반 3개, 순장반 2회, 교역자 훈련, 주일설교 3회, 1년에 3차례 CAL세미나 인도를 한 뒤 탈진하여 모든 훈련을 부교역자에게 일임하고 1989년에년 하와이에서 1년간 안식년을 가진다. 이후 훈련은 계속 부교역자가 맡았다. 이 기간동안 로마서 강해설교를 계획하고, 의사의 권유로 사진찍기를 취미로 시작한다. 이 사진들은 몇 권의 사진집으로 출판되었다.

### 개신교내 교단 일치 운동
1989년부터 16년간 그는 한국오엠국제선교회 이사장을 맡아 한국 젊은이들을 훈련하고 선교사로 파송하는데 물심양면으로 후원했다. 1992년 9월에는 소망교회와 협력해 연변과학기술대학을 세웠다. 1996년 3월 교회갱신을 위한 목회자협의회(교갱협)를 창립해 합동교단 내 금권선거를 뿌리 뽑고 총회 제비뽑기 선거제도를 정착시켰다. 또한 1998년 11월 한국기독교목회자 협의회(한목협)를 창립해 한국 교회의 연합과 일치를 도모하였다. 한국기독교목회자협의회는 루터교, 성공회, 한국기독교장로회, 대한예수교장로회 통합 등의 교단들도 회원으로 참여하여 현재까지 이어지고 있다. 박경조 주교, 조성돈 교수 등이 이 단체에서 옥한흠 목사와 함께 활약하였다. 2002년에는 총회사회복지위원회 위원장을 역임하였고, 2006년에는 연변과학기술대학교 설립이사장이 되었다.
목회 일선에서 조기 은퇴를 하기로 결심한 옥한흠 목사는 2003년 5월 사랑의교회 공동의회를 통해 원로목사로 추대되었다. 그의 후임으로 미국에서 사역하던 오정현 목사를 청빙하였으며, 같은 해 12월 이임 예배를 거쳐 옥한흠 목사는 담임 목사직에서 물러났다.

### 지병과 사망
2006년에 청년시절 폐결핵으로 인한 흉터가 폐암으로 발전되어 강남성모병원에서 수술을 받는다. 그러나 병이 더욱 심해져 2010년 9월 2일 아침, 항암치료 중 급성호흡곤란증후군으로 인해 향년 73세를 일기로 소천하였다.

## 신학
종교다원주의를 지지하지 않으며, 동성애에 대해서도 명확한 반대의 뜻을 펼쳤다. 또한 여성 안수를 검토할 때 "폐쇄된 전통"을 고수하지 말 것을 강조하였다.
또 옥한흠은 한국의 개신교계가 신뢰를 받지 못하는 것에 대해 깊은 관심을 기울였다. 옥한흠은 목사 자격이 너무나 쉽게 주어지는 것을 문제점으로 지적한다. 또 평신도들에게는 "순종하는 행위에는 관심이 없고, 믿음만 가지고 떠드는 값싼 은혜에 안주하는 무리"가 되지 말 것을 촉구했다.
기복신앙에는 반대하나 가난과 파괴로 인해 힘들어하던 전후 한국에 개신교가 뿌리내리는데 기복신앙이 큰 기여를 했고, 그 과정에서 조용기 목사의 역할이 컸다고 말했다.

## 같이 보기
- 제자훈련
- 성도교회
- 사랑의교회
- 방선기
- 박성수
- 박응규
- 황성철
- 박영선 (목사)

## 저서
- 《광인 : 옥한흠을 말하다》 (국제제자훈련원(DMI) 2010)
- 《이보다 좋은 복이 없다》 (국제제자훈련원(DMI) 2009)
- 《제자훈련 열정 40년》 (국제제자훈련원(DMI) 2009)
- 《안아주심》 (국제제자훈련원(DMI) 2007)
- 《이것이 목회의 본질이다》 (국제제자훈련원 2004)
- 《길 : 평신도를 위한 제자훈련 입문》 (국제제자훈련원(DMI) 2003)
- 《다시 쓰는 평신도를 깨운다(개정판)》 (국제제자훈련원(DMI) 2002)
- 《하늘행복으로 살아가는 작은 예수》 (국제제자훈련원 2001)
- 《평신도를 깨운다》 (국제제자훈련원 1984)